# 甘比亞簽證政策
冈比亚的访客必须从其中一个冈比亚驻外机构处获得签证，除非他们来自其中一个免签国家。

## 签证政策地图

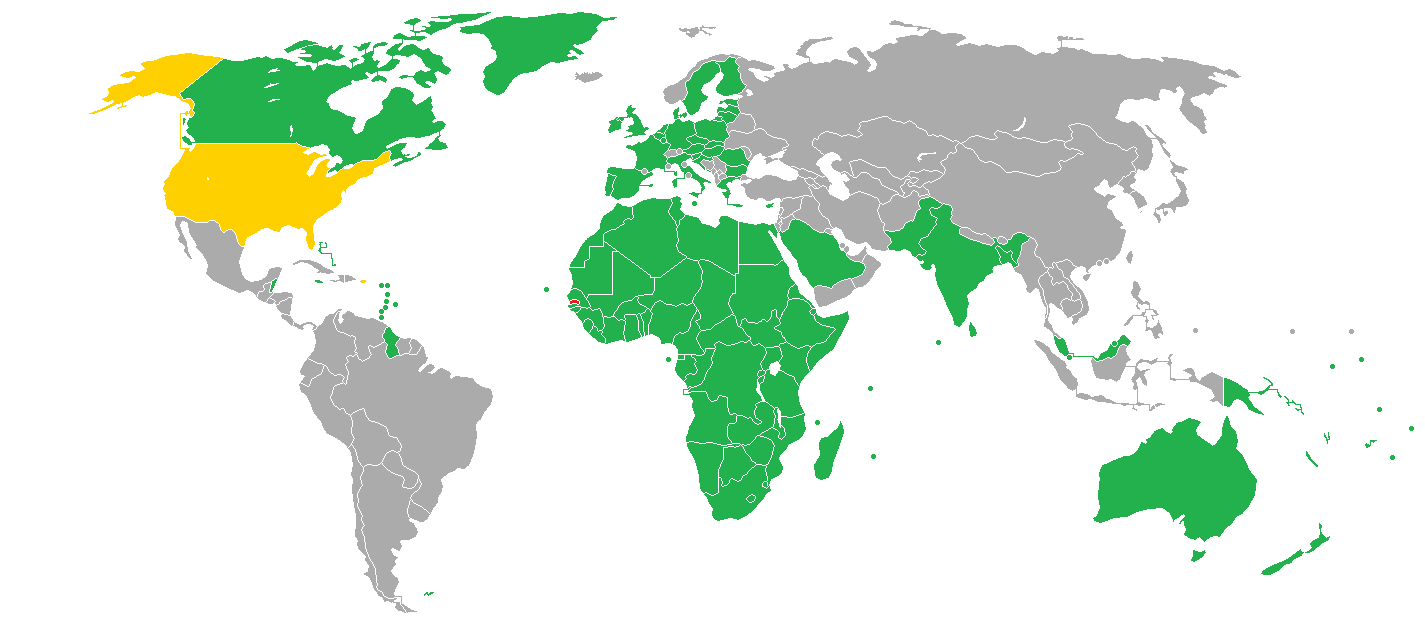
冈比亚签证政策

## 根据IATA的免签情况
以下104个国家和地区的国民可以在没有签证的情况下访问冈比亚长达90天（除非另有说明）：
| - 欧盟公民 1 · （除爱沙尼亚、法国、葡萄牙、斯洛伐克和西班牙） \| - 阿尔巴尼亚 - 安道尔 - 安地卡及巴布達 - 白俄羅斯 - 不丹 - 玻利维亚 - 布吉納法索 - 柬埔寨 - 加拿大 - 古巴 - 多米尼克 \| - 斐济 - 格瑞那達 - 几内亚 - 冰島 - 基里巴斯 - 科索沃 - 利比里亚 - 賴索托 - 列支敦斯登 - 澳門 - 马拉维 - 马来西亚 - 馬爾地夫 \| - 毛里塔尼亚 - 密克羅尼西亞聯邦 - 摩納哥 - 蒙特內哥羅 - 摩洛哥 - 瑙鲁 - 尼泊尔 - 新西兰 - 尼日尔 - 奈及利亞 - 北馬其頓 - 挪威 - 帛琉 - 俄羅斯（56天） - 萨摩亚 - 圣基茨和尼维斯 - 圣卢西亚 - 圣马力诺 \| - 塞内加尔 - 塞爾維亞 - 新加坡 - 所罗门群岛 - 苏里南 - 瑞士 - 中華民國 - 多哥 - 千里達及托巴哥 - 阿联酋 - 梵蒂冈 - 委內瑞拉 - 尚比亞 \| \| | | | |  |
| - 阿尔巴尼亚 - 安道尔 - 安地卡及巴布達 - 白俄羅斯 - 不丹 - 玻利维亚 - 布吉納法索 - 柬埔寨 - 加拿大 - 古巴 - 多米尼克 | - 斐济 - 格瑞那達 - 几内亚 - 冰島 - 基里巴斯 - 科索沃 - 利比里亚 - 賴索托 - 列支敦斯登 - 澳門 - 马拉维 - 马来西亚 - 馬爾地夫 | - 毛里塔尼亚 - 密克羅尼西亞聯邦 - 摩納哥 - 蒙特內哥羅 - 摩洛哥 - 瑙鲁 - 尼泊尔 - 新西兰 - 尼日尔 - 奈及利亞 - 北馬其頓 - 挪威 - 帛琉 - 俄羅斯（56天） - 萨摩亚 - 圣基茨和尼维斯 - 圣卢西亚 - 圣马力诺 | - 塞内加尔 - 塞爾維亞 - 新加坡 - 所罗门群岛 - 苏里南 - 瑞士 - 中華民國 - 多哥 - 千里達及托巴哥 - 阿联酋 - 梵蒂冈 - 委內瑞拉 - 尚比亞 |  |

1 -比利时公民可以使用比利时国民身份证代替护照入境。
| 免签政策变化时间 |                                                |
| --- | ---------------------------------------------- |
| - 1980年4月30日：西非国家经济共同体：贝宁、布基纳法索、佛得角、加纳、几内亚、几内亚比绍、科特迪瓦、利比里亚、马里、尼日尔、尼日利亚、塞内加尔、塞拉利昂、多哥 |                                                |
| | 此列表不完整，欢迎您扩充内容。 (2018年11月1日) |

以下17个国家的国民可以在没有签证的情况下访问冈比亚长达90天，但他们必须在旅行前获得冈比亚移民局的入境许可，除非作为以旅行目的乘坐包机入境。
| - 巴哈马 - 海地 - 印度尼西亞 - 牙买加 - 模里西斯 - 纳米比亚 - 菲律賓 | - 塞舌尔 - 斯里蘭卡 - 坦桑尼亚 - 东帝汶 - 土耳其 - 乌干达 - 辛巴威 |  |

中非共和国、乍得、科摩罗、吉布提、埃及、厄立特里亚、利比亚、圣多美和普林西比、索马里、苏丹和突尼斯的外交、公务、因公或领事护照持有人不需要签证。 
任何国家的外交护照持有人都不需要签证。
乘坐包机抵达的游客也不需要签证。

### 落地签
以下国家的公民可在抵达时获得落地签：
| - 法國 - 葡萄牙 - 西班牙 - 美国 |

### 入境许可
其他国家和地区的国民需要签证才能访问冈比亚，如果以旅行目的入境并持有阿尔及利亚、安哥拉、布隆迪、喀麦隆、中非共和国、乍得、科摩罗、刚果共和国、刚果民主共和国、吉布提、埃及、赤道几内亚、厄立特里亚、埃塞俄比亚、加蓬、利比亚、马达加斯加、摩尔多瓦、莫桑比克、卢旺达、圣多美和普林西比、沙特阿拉伯、索马里、南非、南苏丹、苏丹和突尼斯的护照，除签证外还必须在出发前获得从冈比亚移民局办理入境许可，除非他们乘坐旅游包机到达。

## 根据冈比亚移民局的签证政策
以下49个国家和地区的国民可以在没有签证的情况下访问冈比亚，最长可达90天：
| - 安地卡及巴布達 - 布吉納法索 - 加拿大 | - 賽普勒斯 - 多米尼克 - 斐济 - 格瑞那達 - 几内亚 | - 香港 - 基里巴斯 - 利比里亚 - 賴索托 - 澳門 - 马拉维 - 马来西亚 - 馬爾他 - 瑙鲁 - 新西兰 - 尼日尔 | - 奈及利亞 - 萨摩亚 - 圣基茨和尼维斯 - 圣卢西亚 - 塞内加尔 - 新加坡 - 所罗门群岛 | - 中華民國 - 坦桑尼亚 - 多哥 - 千里達及托巴哥 - 英国 - 尚比亞 |  |

以下26个国家的国民可以在没有签证的情况下访问冈比亚长达90天，但他们必须在出发前获得冈比亚移民局的入境许可。
| - 阿根廷 - 巴西 - 智利 - 中华人民共和国 - 哥伦比亚 - 薩爾瓦多 - 印度 - 日本 - 墨西哥 | - 蒙古国 - 緬甸 - 纳米比亚 - 尼加拉瓜 - 巴拿马 - 巴拉圭 - 秘魯 - 泰國 - 突尼西亞 - 乌干达 - 乌拉圭 - 越南 - 辛巴威 |  |

中非共和国、乍得、科摩罗、吉布提、埃及、厄立特里亚、利比亚、圣多美和普林西比、索马里、苏丹和突尼斯的外交、公务、因公或领事护照持有人不需要签证。 
乘坐包机抵达的游客也不需要签证。

### 入境许可
其他国家和地区的国民需要签证才能访问冈比亚，如果来自阿尔及利亚、安哥拉、布隆迪、喀麦隆、中非共和国、乍得、科摩罗、刚果共和国、刚果民主共和国、吉布提、埃及、赤道几内亚、厄立特里亚、埃塞俄比亚、加蓬、香港、利比亚、马达加斯加、摩尔多瓦、莫桑比克、卢旺达、圣多美和普林西比、沙特阿拉伯、索马里、南非、南苏丹、苏丹和突尼斯除签证外还必须在出发前获得从冈比亚移民局办理入境许可，除非他们乘坐旅游包机到达。

## 过境免签
过境免签只适用于乘坐同一架飞机，中转时间最长两小时的情况，且不适用于巴勒斯坦旅行证件持有人。

## 访客数据
到达冈比亚旅游的大多数访客来自以下国家：
| 国家     | 2012年 |
| -------- | ------ |
| 英国     | 60,424 |
| 荷蘭     | 19,817 |
| 奈及利亞 | 8,657  |
| 瑞典     | 8,107  |
| 德国     | 7,076  |
| 比利时   | 5,802  |
| 西班牙   | 4,280  |
| 美国     | 4,058  |
| 愛爾蘭   | 2,084  |
| 法國     | 2,073  |